# Hendrik Maarten Krabbé
Hendrik Maarten Krabbé, eigenlijk Heinrich Martin Krabbé (Londen, 4 mei 1868 – Amsterdam, 22 december 1931) was een Nederlands kunstschilder, tekenaar, aquarellist, etser, illustrator en lithograaf.

## Levensloop
Omdat Krabbé tuberculose opliep moest hij na één jaar HBS thuisblijven. Thuis kreeg hij tekenlessen.
Hij bezocht tussen 1883 en 1888 de Kunstnijverheidsschool en de Rijksacademie te Amsterdam, waar hij lessen volgde van onder meer August Allebé en Rudolf Stang in tekenen, schilderen, aquarelleren. Ook de etstechniek en steendruk kreeg hij hier onderwezen. In 1896 ging hij werken als leraar aan de Kunstnijverheidsschool te Haarlem wat hij tien jaar lang zou doen. Van 1915 tot 1924 was hij docent aan de Kunstambachtschool te Amsterdam. Een aantal van zijn leerlingen als Charles Beck, Ger Gerrits, Ina van Heek, Arnold Willem Kort, Adrianus Miolée en  Henri van de Velde zouden later ook bekendheid verwerven als kunstenaar. Hij woonde in die jaren in Amsterdam in de Watergraafsmeer. Van 1906 tot 1913 woonde hij in de kunstenaarskolonie in Laren waar hij een atelier had op de Zevenenderweg. Van 1916 tot 1923 woonde hij in Bussum en in later jaren tot zijn dood weer in Amsterdam.

## Medewerker vanElsevier's Geïllustreerd Maandschrift
In opdracht van de hoofdredactie van Elsevier's Geïllustreerd Maandschrift reist de 24-jarige Krabbé in 1892 naar de Verenigde Staten om in woord en beeld verslag te doen van de Wereldtentoonstelling in Chicago, die in mei 1893 haar deuren opent. Zijn artikel verschijnt in het decembernummer van 1893.
Krabbé levert tussen 1893 en 1926 vijftien bijdragen aan Elsevier's Geïllustreerd Maandschrift. Zo doet hij verslag van zijn lange reis (vliegtuigen waren er nog niet) naar de Verenigde Staten via Vlissingen, Londen en Liverpool ten behoeve van zijn verslag over de Wereldtentoonstelling. Ook publiceert het blad zeven schetsen van zijn hand, uiteraard geïllustreerd, over New York, dat hem bij de eerste aanblik sterk teleurstelt, gezien de slecht geplaveide en modderige straten, lage huizen en onbeschaamde koetsiers. Pas de dagen daarna raakt hij onder de indruk. Bereisd als hij is kan hij New York vergelijken met steden als Parijs, Londen en Berlijn.
Voor het blad schrijft hij ook portretten van medekunstenaars. Het gaat om Hendrik Dirk Kruseman van Elten, die hij in New York bezocht, Jan Hillebrand Wijsmuller, Jan van Essen, Bernard Koldeweij (een in memoriam), en G.Th.M. van Pelt (een in memoriam].
Ook schrijft hij een door hem zelf geïllustreerd verhaal over het carnaval in Breda, dat het blad afdrukt in het maartnummer van 1896.
Voor het maandblad illustreerde hij ook interviews, destijds een nieuw genre. Zoals dat van Sam van Houten. Ook illustreerde hij vele novellen in het maandblad.

## Kunstenaarschap
Krabbé stond bekend als een zeer veelzijdig kunstenaar. Hij schilderde in olieverf, aquarelleerde, tekende maar was ook een geschoold etser en lithograaf. Aanvankelijk betrof zijn onderwerpskeuze veelal personages, waarbij hij vaak soldaten en matrozen portretteerde. Later zou hij zich ook toeleggen op het opzetten van interieurs met figuren. Bekendheid verwierf hij ook later door zijn stillevens en stadsgezichten. De laatste twintig jaar van zijn leven focuste hij zich vooral op portretkunst, veelal in opdracht. Zijn portretten kenmerken zich door een felle schaduwwerking waarbij het contrast vaak in lichte primaire kleuren als rood en groen wordt gezocht.
Krabbé was jarenlang een actief lid van de kunstenaarsvereniging Arti et Amicitiae.

## Persoonlijk
- Henk (zoals zijn ouders hem noemden) Krabbé trouwde in 1896 met sopraan Ina Rust, die de financiën regelde. Zij was de enige die een eindoordeel mocht hebben over zijn werk
- Om geld uit te sparen, ging hij liever lopen dan dat hij de tram nam.[4]
- Hij overleed op 63-jarige leeftijd en werd op 24 december 1931 begraven op de Nieuwe Oosterbegraafplaats. Zijn vrouw overleed in 1956.
- Krabbé was ridder in de Orde van Oranje-Nassau
- Hij was vicevoorzitter van het gilde St. Lucas
- Hij was stamvader van een artistieke familie; ook zijn zoon Maarten, zijn kleinzoons Mirko en Jeroen en achterkleinzoon Jasper werden kunstenaar.

## Galerie

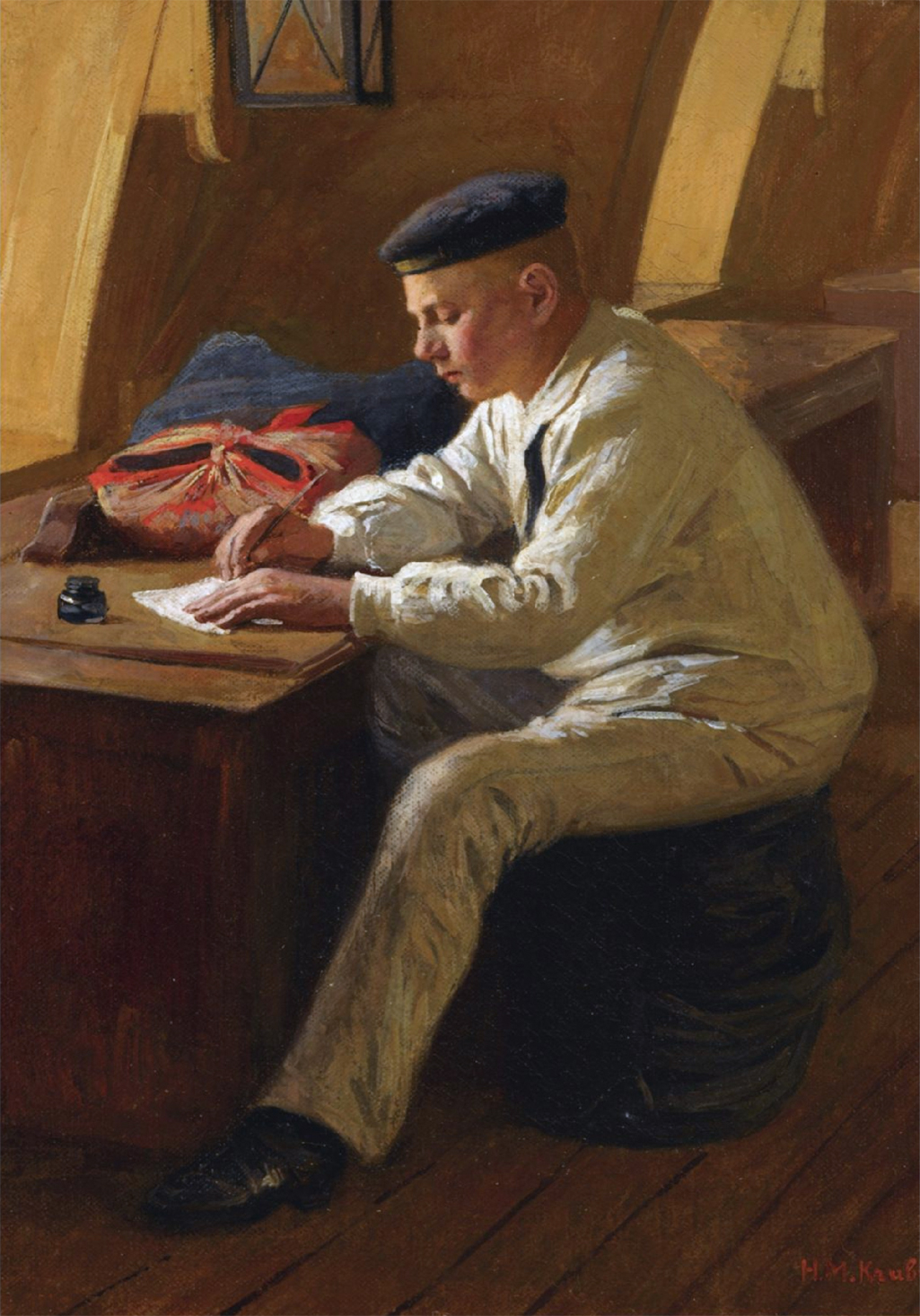
Gijsje, een brief naar huis
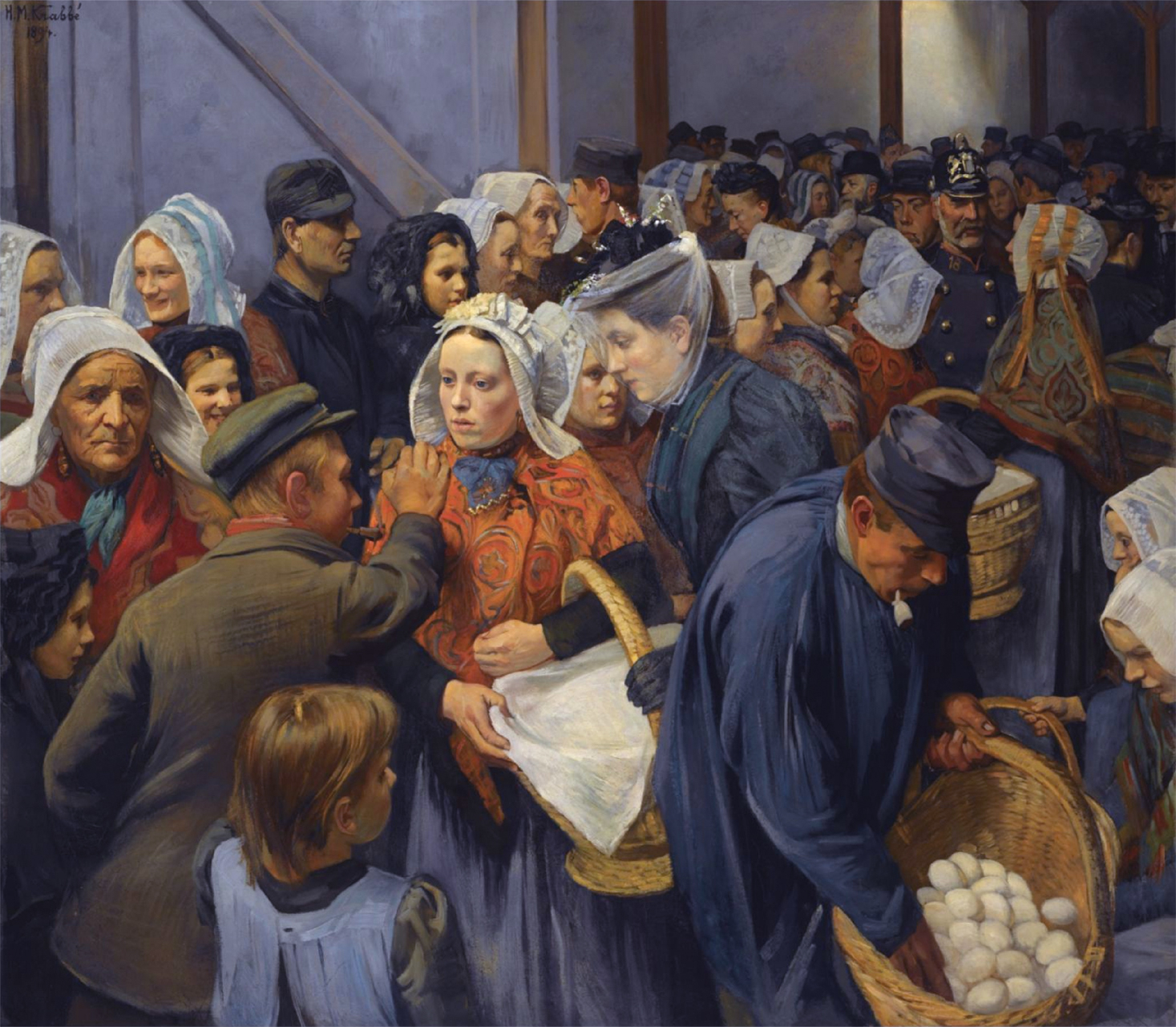
Op de markt in Brabant
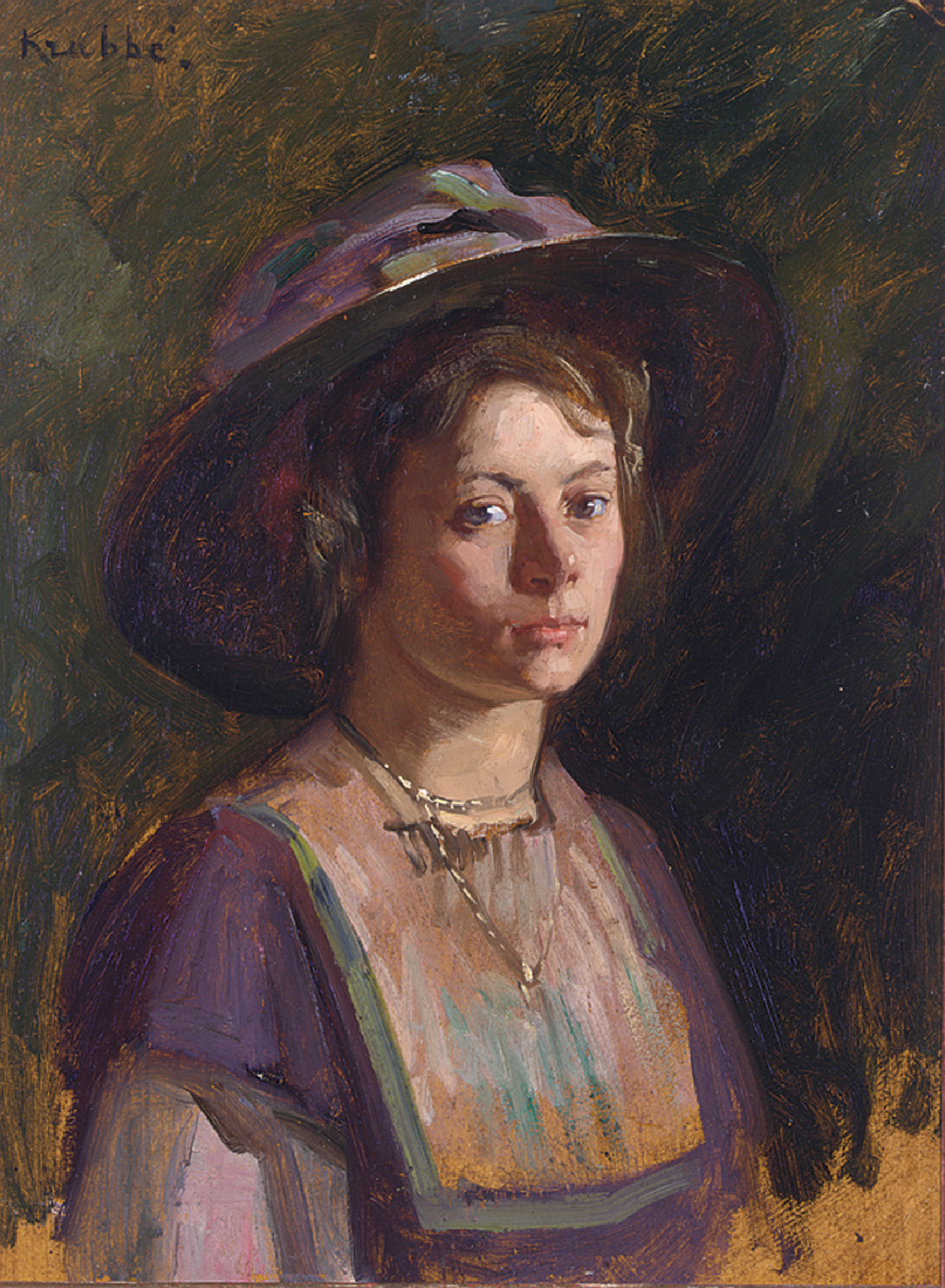
Jonge vrouw
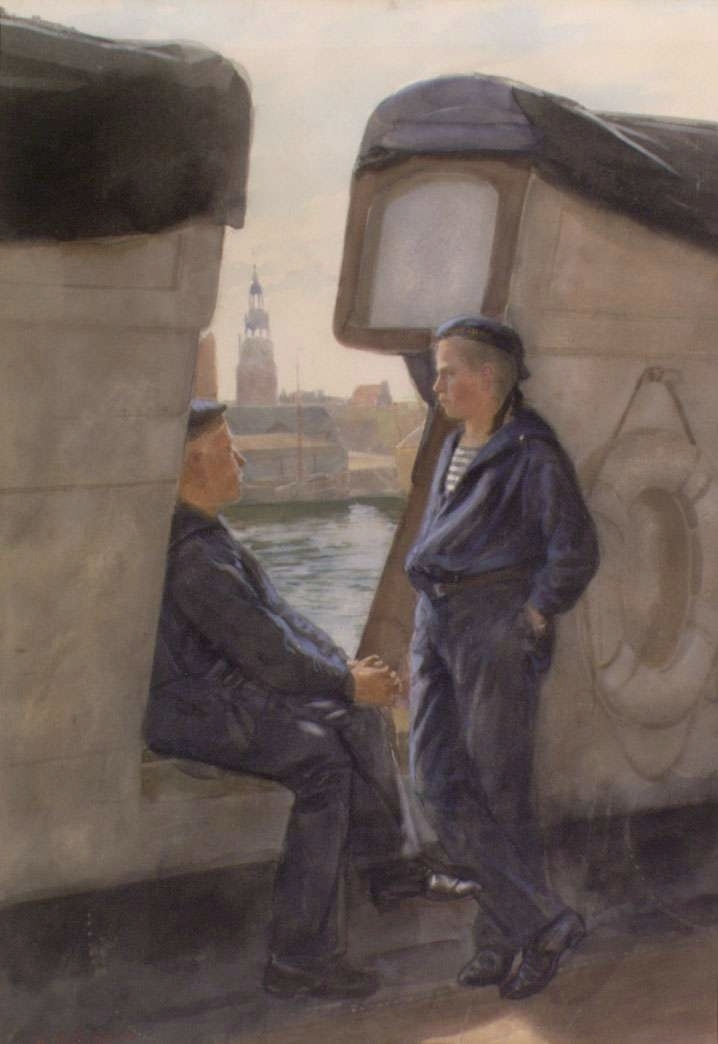
Twee matrozen aan boord op een schip (Collectie: Zeeuws maritiem muZEEum)
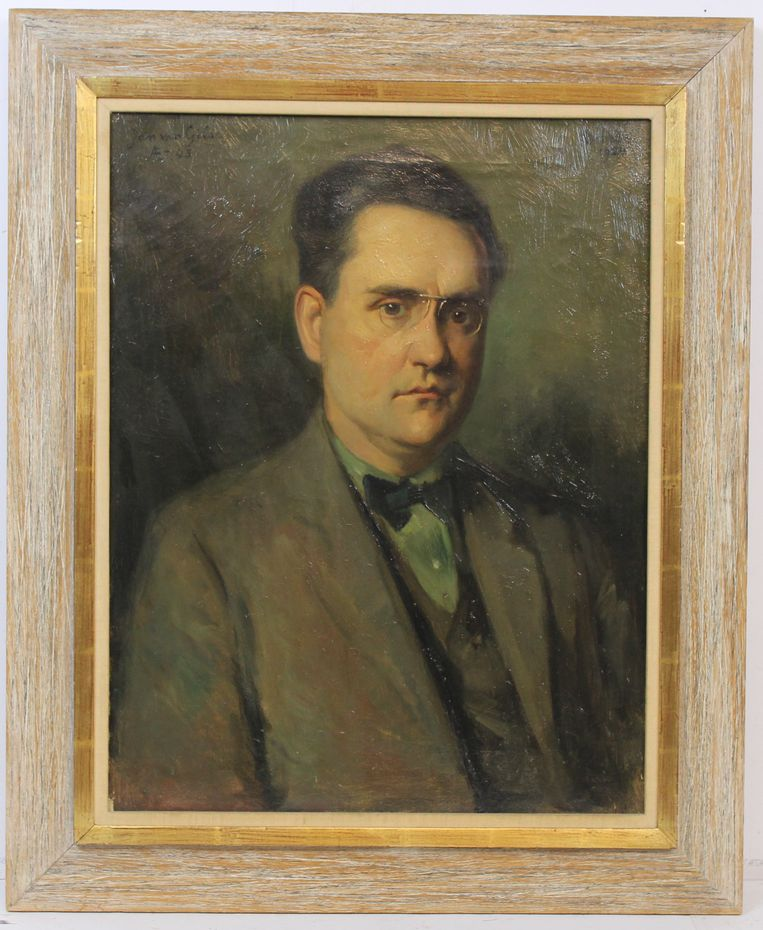
Portret van Jan van Gilse, 1924

## Familie Krabbé
- Hendrik Maarten Krabbé (Londen, 1868 – Amsterdam, 1931) – kunstschilder
  - Maarten Krabbé (Laren, 1908 – Amsterdam, 2005) – kunstschilder
    - Tim Krabbé (Amsterdam, 1943) – schrijver, schaker en wielrenner
    - Jeroen Krabbé (Amsterdam, 1944) – acteur, filmregisseur en kunstschilder
      - Martijn Krabbé (Amsterdam, 1968) – radio- en televisiepresentator
      - Jasper Krabbé (Amsterdam, 1970) – graffitischrijver en kunstschilder

    - Mirko Krabbé (Amsterdam, 1960) – beeldend kunstenaar en ontwerper

### Stamboom
|            |            |                |                |                |                | Hendrik Maarten Krabbé | Hendrik Maarten Krabbé | Hendrik Maarten Krabbé | Hendrik Maarten Krabbé | Hendrik Maarten Krabbé | Hendrik Maarten Krabbé |                |                | Miep Rust      | Miep Rust      | Miep Rust     | Miep Rust     | Miep Rust        | Miep Rust        |                  |                  |                  |                  |  |  |  |  |  |  |  |  |  |  |  |  |  |  |  |  |
|            |            |                |                |                |                | Hendrik Maarten Krabbé | Hendrik Maarten Krabbé | Hendrik Maarten Krabbé | Hendrik Maarten Krabbé | Hendrik Maarten Krabbé | Hendrik Maarten Krabbé |                |                | Miep Rust      | Miep Rust      | Miep Rust     | Miep Rust     | Miep Rust        | Miep Rust        |                  |                  |                  |                  |  |  |  |  |  |  |  |  |  |  |  |  |  |  |  |  |
|            |            |                |                |                |                |                        |                        |                        |                        |                        |                        |                |                |                |                |               |               |                  |                  |                  |                  |                  |                  |  |  |  |  |  |  |  |  |  |  |  |  |  |  |  |  |
|            |            | Margreet Reiss | Margreet Reiss | Margreet Reiss | Margreet Reiss | Margreet Reiss         | Margreet Reiss         |                        |                        | Maarten Krabbé         | Maarten Krabbé         | Maarten Krabbé | Maarten Krabbé | Maarten Krabbé | Maarten Krabbé |               |               | Helena Verschuur | Helena Verschuur | Helena Verschuur | Helena Verschuur | Helena Verschuur | Helena Verschuur |  |  |  |  |  |  |  |  |  |  |  |  |  |  |  |  |
|            |            | Margreet Reiss | Margreet Reiss | Margreet Reiss | Margreet Reiss | Margreet Reiss         | Margreet Reiss         |                        |                        | Maarten Krabbé         | Maarten Krabbé         | Maarten Krabbé | Maarten Krabbé | Maarten Krabbé | Maarten Krabbé |               |               | Helena Verschuur | Helena Verschuur | Helena Verschuur | Helena Verschuur | Helena Verschuur | Helena Verschuur |  |  |  |  |  |  |  |  |  |  |  |  |  |  |  |  |
|            |            |                |                |                |                |                        |                        |                        |                        |                        |                        |                |                |                |                |               |               |                  |                  |                  |                  |                  |                  |  |  |  |  |  |  |  |  |  |  |  |  |  |  |  |  |
|            |            |                |                |                |                |                        |                        |                        |                        |                        |                        |                |                |                |                |               |               |                  |                  |                  |                  |                  |                  |  |  |  |  |  |  |  |  |  |  |  |  |  |  |  |  |
| Tim Krabbé | Tim Krabbé | Tim Krabbé     | Tim Krabbé     | Tim Krabbé     | Tim Krabbé     |                        |                        | Jeroen Krabbé          | Jeroen Krabbé          | Jeroen Krabbé          | Jeroen Krabbé          | Jeroen Krabbé  | Jeroen Krabbé  |                |                | Mirko Krabbé  | Mirko Krabbé  | Mirko Krabbé     | Mirko Krabbé     | Mirko Krabbé     | Mirko Krabbé     |                  |                  |  |  |  |  |  |  |  |  |  |  |  |  |  |  |  |  |
| Tim Krabbé | Tim Krabbé | Tim Krabbé     | Tim Krabbé     | Tim Krabbé     | Tim Krabbé     |                        |                        | Jeroen Krabbé          | Jeroen Krabbé          | Jeroen Krabbé          | Jeroen Krabbé          | Jeroen Krabbé  | Jeroen Krabbé  |                |                | Mirko Krabbé  | Mirko Krabbé  | Mirko Krabbé     | Mirko Krabbé     | Mirko Krabbé     | Mirko Krabbé     |                  |                  |  |  |  |  |  |  |  |  |  |  |  |  |  |  |  |  |
|            |            |                |                |                |                |                        |                        |                        |                        |                        |                        |                |                |                |                |               |               |                  |                  |                  |                  |                  |                  |  |  |  |  |  |  |  |  |  |  |  |  |  |  |  |  |
|            |            |                |                | Martijn Krabbé | Martijn Krabbé | Martijn Krabbé         | Martijn Krabbé         | Martijn Krabbé         | Martijn Krabbé         |                        |                        | Jasper Krabbé  | Jasper Krabbé  | Jasper Krabbé  | Jasper Krabbé  | Jasper Krabbé | Jasper Krabbé |                  |                  |                  |                  |                  |                  |  |  |  |  |  |  |  |  |  |  |  |  |  |  |  |  |